# Антирасизм

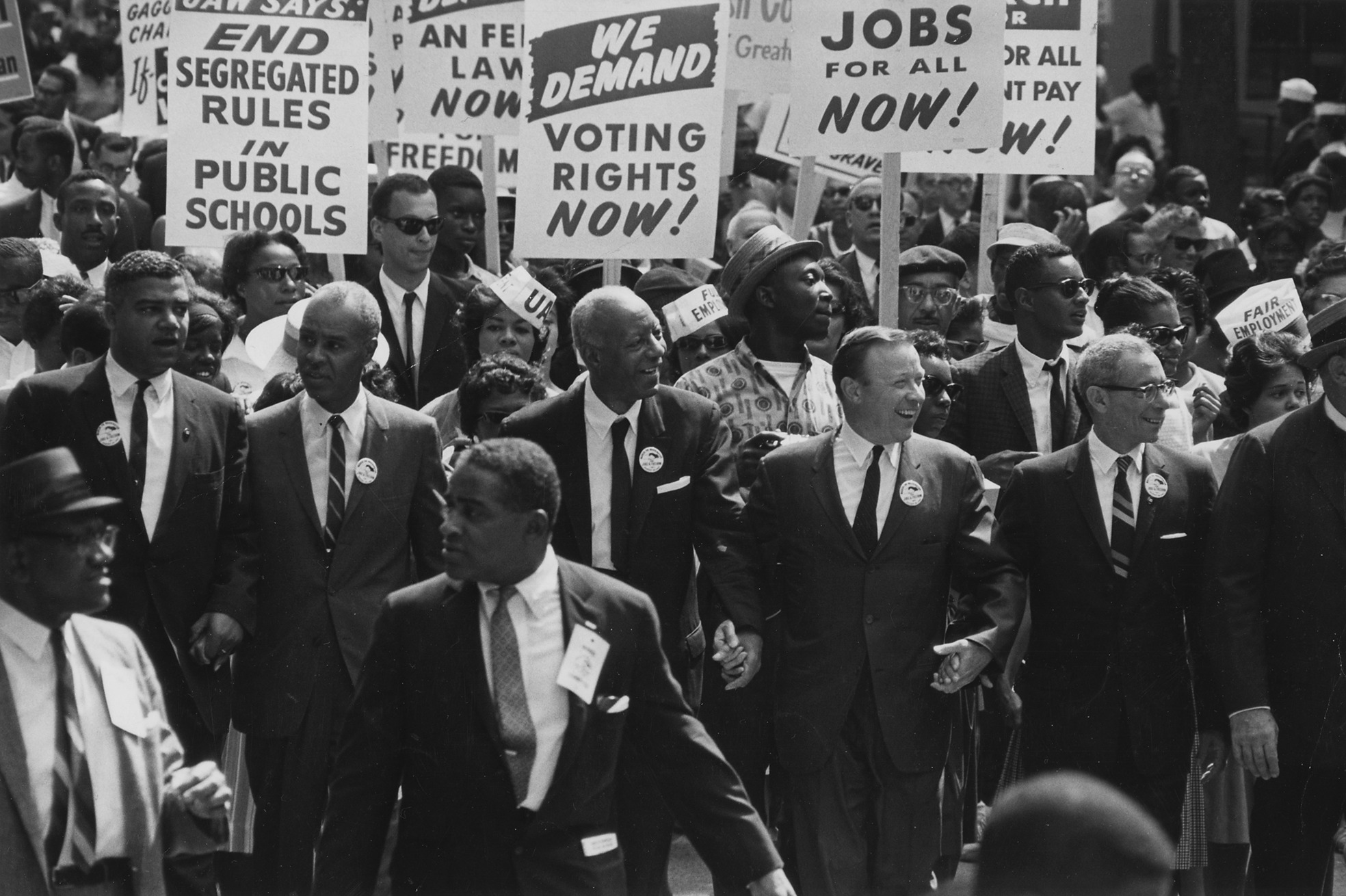
Участники и лидеры марша на Вашингтон 1963 года

Антираси́зм — ряд идей и политических действий, направленных на противодействие расовым предрассудкам, системному расизму и угнетению расовых групп. Предполагает идейную позицию и сознательные действия, направленные на обеспечение равных возможностей для всех людей как на индивидуальном, так и на системном уровне. Может включать противодействие отдельным актам и системам расовой дискриминации и борьбу с индивидуальными расовыми предубеждениями.

## Понятие
Само понятие антирасизм появилось после освобождения Европы от фашизма. Впервые термин встречается в эссе Жана-Поля Сартра «Чёрный Орфей» (1948), посвящённом африканскому поэту, философу, первому президенту Сенегала Леопольду Седару Сенгору, главному теоретику философско-художественного течения «негритюд».

## История
Сопротивление расизму существует уже давно, например движения против рабовладения, защита этнических меньшинств от изгнания и депортации и движения, противостоящие антисемитизму.
Дэвид Милибэнд, Министр иностранных дел Великобритании, вспоминает следующий факт из истории антирасизма:

Мне кажется, что я писал 5 ноября о том, как учился в средней школе Бостона в 1977—1978 годах, когда учащихся автобусами возили через весь город в пригороды, чтобы достичь определённой расовой интеграции в школьном образовании.— Дэвид Милибэнд: Президент Обама. Статья от 23.01.2009. Источник: «Эхо Москвы»
Генеральная Ассамблея ООН в 25 сессии (1970) приняла резолюцию, провозглашающую «твёрдую решимость добиться полной ликвидации расовой дискриминации и расизма, против которых восстают совесть и чувство справедливости всего человечества».
Московская группа экспертов-специалистов от ЮНЕСКО осудила все виды расизма в 1964 году.
В 1966 году Генеральная Ассамблея установила Международный день борьбы за ликвидацию расовой дискриминации.
2001 год Генеральная Ассамблея объявила «Международным годом мобилизации усилий для борьбы против расизма, расовой дискриминации, ксенофобии и связанной с ними нетерпимости».
В 2001 году Генеральная Ассамблея провела слушания комитета по ликвидации расовой дискриминации, где было отмечено, что действия по борьбе против расизма и расовой дискриминации ведутся уже в течение третьего десятилетия.
В Международной конвенции о ликвидации всех форм расовой дискриминации расовая дискриминация определяется следующим образом:

любое различие, исключение, ограничение или предпочтение, основанное на признаках расы, цвета кожи, родового, национального или этнического происхождения, имеющие целью или следствием уничтожение или умаление признания, использования или осуществления на равных началах прав человека и основных свобод в политической, экономической, социальной, культурной или любых других областях общественной жизни.
Основные современные направления по борьбе с расизмом включают движение «Black Lives Matter» и антирасизм на рабочих местах.
Поскольку в последние десятилетия XX века расизм приобрёл новые, менее явные формы, современные расисты, используя эту неопределённость, могут позиционировать себя в качестве бескомпромиссных борцов с расизмом. Исследователь английского языка Дэниел Волленберг отметил, что те радикальные правые группы, которые подчёркивают культурные различия, превратили «мультикультуралистский антирасизм в инструмент расизма». Согласно французскому философу Этьену Балибару, в рамках культурного расизма считается, что сосуществование этнических групп в одном месте «естественным образом» приводит к конфликту. Поэтому сторонники культурного расизма утверждают, что попытки интеграции различных этнических и культурных групп сами по себе ведут к предрассудкам и дискриминации. При этом они стремятся представить свои собственные взгляды как «истинный антирасизм», в отличие от взглядов тех активистов, которые называют себя антирасистами.

## Критика
Правозащитники зачастую оказались не готовы к трансформациям расизма. Антирасистам может не хватать знаний о сущности расизма, его истории и особенностях борьбы с ним. В 1980-х и 1990-х годах французские философы Этьен Балибар и Пьер-Андре Тагиефф писали, что сложившийся антирасистский активизм ориентирован на борьбу с биологическим расизмом и дестабилизируется при столкновении с культурным расизмом. Антирасизм нередко базируется на тех же предубеждениях, что и расизм, представляя собой его зеркальное отражение. В 1999 году испанский социолог Рамон Флеча отметил, что основной подход к антирасистскому образованию, принятый в Европе, был «релятивистским», подчёркивающим разнообразие и различия между этническими группами. Те же идеи продвигает культурный расизм. По мнению Флечи, такие образовательные программы «усугубляют, а не устраняют расизм».
Антирасисты, как и расисты, нередко рассматривают расу как объективную биологическую категорию и иногда приписывают биологические свойства этнической общности. В России этому способствует распространённое восходящее к Сталину представление о «едином психологическом складе», приписываемом этнической группе.
Флеча выразил мнение, что для борьбы с культурным расизмом антирасисты должны использовать «диалогический» подход, который продвигает идею, что различные этнические группы могут жить рядом друг с другом в соответствии с правилами, которые они выработали совместно посредством «свободного и эгалитарного диалога».